# August Schram (Unternehmer)
August Schram (* 11. August 1843 in Falkenau, Böhmen; † 5. August 1891 in Marienbad, Böhmen) war ein österreichischer Chemieunternehmer und Gründer der Firma „A. Schram“.

## Leben und Wirken
August Schram war ein Sohn des Falkenauer Kaufmanns Adalbert Schram; seine Mutter Anna war die Schwester des Zwodauer Textilfabrikanten Ignaz Schmieger. Er wuchs zusammen mit mehreren Geschwistern, darunter den jüngeren Brüdern Adolf und Albin auf und besuchte die Realschule in Elbogen. Nach einem Praktikum bei einem Leipziger Großhandelshaus war Schram in Prag bei verschiedenen Fabriken für chemische Produkte tätig, wobei er das große Potential der aufstrebenden Branche erkannte. Danach machte er sich zunächst mit einer Kommissionswarenhandlung selbstständig.
1868 gründete Schram in Hlubočepy bei Prag die Firma „A. Schram“, die im Jahr darauf die Generalvertretung der Alfred Nobel & Co in Böhmen übernahm. Damit führte Schram das Dynamit in Österreich ein, das in großen Mengen beim Bergbau und Eisenbahnbau Absatz fand.
In Zámky bei Čimice errichtete Schram 1870 an der Mündung des Baches Čimický potok in die Moldau die erste Dynamitfabrik der k.u.k. Monarchie. Unterstützt wurde er dabei durch den Geschäftsführer von Alfred Nobel & Co, Konsul C. F. Carstens, und vor allem von Alfred Nobel selbst, der persönlich den Aufbau leitete. Finanziert wurde der Fabrikbau auch durch seinen Vater, den Bruder Franz Schram und den Schwager Hermann Thomae. Wegen des vor allem durch den zunehmenden Zuckerrübenanbau angestiegenen Düngemittelbedarfs in der Landwirtschaft entstand im Jahr darauf einen knappen Kilometer flussaufwärts in Lísek (Lissek) – heute Bohnické údolí – an der Mündung des Bohnický potok eine Düngemittelfabrik, in der erstmals die bei der Nitroglycerinherstellung anfallenden Abfallsäuren zur Produktion von Eisenvitriol und Superphosphat Verwendung fanden. Diese Methode setzte sich bald allgemein in der Sprengstoffherstellung durch. Die Abfallsalpetersäure wurde in einem dem Birkeland-Eyde-Verfahren ähnelndem Verfahren zu Stickstoffdüngemitteln verarbeitet. 1877 ließ Schram in der preußischen Provinz Schleswig-Holstein in der Westerhese im Gutsbezirk Grünhof – neben der Dynamitfabrik Krümmel – eine weitere Kunstdüngerfabrik anlegen. Wie in der Fabrik Lissek bezog er Abfallprodukte der Dynamitherstellung als Rohstoffe; über eine Leitung wurde Nitritschwefelsäure mittels Druckluft aus der Dynamitfabrik zur Düngerfabrik transportiert, außerdem verarbeitete er auch schwefelsaures Natron aus der Dynamitfabrik. Eine weitere Kunstdüngerfabrik entstand neben der Dynamitfabrik Preßburg. Zusammen mit Karl Heinrich von Berlepsch gründete das Unternehmen „A. Schram“ eine Bergbaugesellschaft zum Abbau von Braunkohle und Pyrit bei Falkenau. 1880 verkaufte Schram die Kunstdüngerfabrik Krümmel an die Dynamit Nobel AG. In den Jahren 1883–1884 errichtete „A. Schram“ im Niederösterreichischen Unter-Themenau eine große Schwefelsäure- und Kunstdüngerfabrik.
Von 1873 bis 1890 war Augusts Bruder Albin Prokurist des Unternehmens „A. Schram“. Sein Bruder Adolf trat 1875 als technischer Berater und leitender Chemiker in das Unternehmen ein und übernahm 1890 nach dem Ausscheiden von Albin Schram die Prokura.
August Schram blieb unverheiratet und kinderlos. Wegen zunehmender gesundheitlicher Probleme nahm er zu Beginn der 1890er eine längere Kur in Gries am Brenner. Schram verstarb 1891 während eines anschließenden Kurbades in Marienbad und wurde in Falkenau beigesetzt. Wegen seiner Verdienste durch den Aufbau eines Großunternehmens der chemischen Industrie innerhalb von zwei Jahrzehnten wurde er 1891 von der Stadt Falkenau zum Ehrenbürger ernannt. Alleininhaber des Unternehmens „A. Schram“ war ab 1892 Adolf Schram.